# Henry Chetwynd-Talbot, XVIII conte di Shrewsbury
Henry Chetwynd-Talbot, XVIII conte di Shrewsbury (8 novembre 1803 – Lacock, 4 giugno 1868), è stato un politico e ammiraglio inglese.

## Biografia
Era il secondo figlio, ma più anziano superstite di Charles Chetwynd-Talbot, II conte Talbot e di sua moglie Frances Thomasine, figlia di Charles Lambert. Fu designato Viscounte Ingestre alla morte del fratello maggiore nel 1826 e succedette al padre come III conte Talbot nel 1849. Nel 1860, a seguito di una causa legale, lunga e costosa, nella Camera dei Lord, riuscì, contro le pretese di altri tre partiti, a ereditare i titoli e le proprietà (tra cui Alton Towers) di un lontano parente e divenne il XVIII conte di Shrewsbury e XVIII conte di Waterford.

## Carriera Navale
Entrò nella Royal Navy nel 1817 ed è stato promosso a capitano per le sue azioni durante la battaglia di Navarino nel 1827, dove ha comandato la HMS Filomela. Divenne un Contrammiraglio nel 1854 e di un Vice Ammiraglio e Ammiraglio nel 1865.

## Carriera politica
Nel 1830 fu uno dei rappresentanti di Hertford. Nel maggio dell'anno seguente fu eletto per Armagh City, posto che tenne fino ad agosto 1831, e poi rappresentò Dublino fino al 1832.
Tornò alla Camera dei Comuni come uno dei due rappresentanti per il collegio di South Staffordshire nel 1837, carica che mantenne fino al 1849, quando ereditò la contea.
Nel 1858 fu giurato del Privy Council.

## Matrimonio
Sposò, l'8 novembre 1828, Lady Sarah Elizabeth (10 novembre 1807-13 ottobre 1884), figlia di Henry Beresford, II marchese di Waterford. Ebbero otto figli:
- Charles Chetwynd-Talbot, XIX conte di Shrewsbury (13 aprile 1830-11 maggio 1877);
- Lady Victoria Susan (27 febbraio 1831-8 giugno 1856);
- Sir Walter Cecil (27 marzo 1834-13 maggio 1904), sposò in prime nozze Mary Georgiana Mundy, ebbero una figlia, e in seconde nozze Beatrix de Grey;
- Lady Constance Harriet (15 giugno 1836-10 ottobre 1901), sposò William Kerr, VIII marchese di Lothian, non ebbero figli;
- Lady Gertrude Frances (21 marzo 1840-30 settembre 1906), George Herbert, XIII conte di Pembroke, non ebbero figli;
- Sir Reginald Arthur James (11 luglio 1841-15 gennaio 1929), sposò Margaret Jane Stuart-Wortley, non ebbero figli;
- Lady Adelaide (8 luglio 1844-16 marzo 1917), sposò Adelbert Cust, III conte di Brownlow, non ebbero figli;
- Sir Alfred (14 settembre 1848-9 maggio 1913), sposò Emily de Grey, non ebbero figli.

## Morte
Morì nel giugno 1868. Sua moglie gli sopravvisse sedici anni e morì nel mese di ottobre 1884, all'età di 76 anni.